# Elezione imperiale del 1376

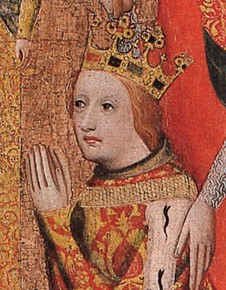
Il re dei romani Venceslao di Lussemburgo.

L'elezione imperiale del 1376 si è svolta a Francoforte sul Meno il 10 giugno 1376. Fu la prima elezione a tenersi secondo le modalità formalizzate dalla Bolla d'oro, promulgata dall'imperatore Carlo IV nel 1356.

## Contesto storico
Nel 1376 Carlo IV decise di convocare i principi elettori del Sacro Romano Impero per eleggere re dei Romani suo figlio Venceslao, già da tempo associato al trono di Boemia, e garantirgli in questo modo anche la successione imperiale.

## Principi elettori
| Principe elettore | Principe elettore                  | Titolo elettorale        | Altri titoli                       |
| ----------------- | ---------------------------------- | ------------------------ | ---------------------------------- |
|                   | Ludwig von Meissen                 | Arcivescovo di Magonza   |                                    |
|                   | Kuno II von Falkenstein            | Arcivescovo di Treviri   |                                    |
|                   | Friedrich III von Saarwerden       | Arcivescovo di Colonia   |                                    |
|                   | Carlo IV di Lussemburgo            | Re di Boemia             | Imperatore del Sacro Romano Impero |
|                   | Roberto I del Palatinato           | Conte Palatino del Reno  |                                    |
|                   | Venceslao I di Sassonia-Wittenberg | Duca di Sassonia         |                                    |
|                   | Venceslao di Lussemburgo           | Margravio di Brandeburgo |                                    |

## Esito
Come voluto da Carlo, Venceslao venne eletto re dei Romani il 10 giugno 1376 e incoronato ad Aquisgrana il 6 luglio 1376 dall'arcivescovo di Colonia Friedrich III von Saarwerden. Alla morte del padre, due anni dopo, gli successe nel governo dell'Impero.